# Wayne Duvall
Wayne Duvall (Silver Spring, 29 mei 1958) is een Amerikaans acteur.

## Biografie
Duvall heeft de high school doorlopen aan de Springbrook High School in Silver Spring en ging hierna studeren aan de Universiteit van Maryland in Maryland. Hij is een neef van acteur Robert Duvall. Duvall is vanaf 2002 getrouwd.

## Filmografie

### Films
Selectie:
- 2020 The Trial of the Chicago 7 - als rechercheur Deluca
- 2020 The Hunt - als Don
- 2020 A Quiet Place Part II - als Roger
- 2019 Richard Jewell - als Richard Rackleff
- 2019 The Kitchen - als Larry
- 2018 American Animals - als Bill Welton
- 2013 Prisoners - als  commissaris Richard O'Malley
- 2012 Lincoln – als senator Bluff Wade
- 2010 Edge of Darkness – als hoofd van politie
- 2009 Duplicity – als Ned Guston
- 2008 Pride and Glory – als Bill Avery
- 2008 Leatherheads – als coach Ferguson
- 2007 In the Valley of Elah – als detective Nugent
- 1998 Hard Rain – als Hank
- 1996 The Fan – als detective Baker
- 1995 Apollo 13 – als White
- 1994 Disclosure – als lid van directie
- 1994 Moment of Truth: Cradle of Conspiracy – als officier Banks
- 1993 Falling Down – als ambulancebroeder

### Televisieseries
Uitgezonderd eenmalige gastrollen.
- 2023 The Blacklist - als senator Clayton Dorf - 2 afl.
- 2022 Billions - als Bud Lazzara - 6 afl.
- 2022 The Righteous Gemstones - als Glendon Marsh - 3 afl.
- 2019 Pearson - als Pat McGann - 8 afl.
- 2019 The Code - als Hermes Papademotropoulos - 3 afl.
- 2018 One Dollar - als Benjamin Walsh - 4 afl.
- 2016 BrainDead - als Andre Amarant - 4 afl.
- 2015 Madam Secretary - als FBI directeur Neil Hendricks - 2 afl.
- 2014 The Leftovers - als rechercheur Louis Vitello - 4 afl.
- 2013 Hell on Wheels - als senator Metcalf - 3 afl.
- 2011 The Good Wife – als detective Harcourt – 2 afl.
- 2004 – 2010 Law & Order – als rechter Norman Barclay / Ronnie Gibbons – 4 afl.
- 2007 Avatar: The Last Airbender – als Warden Poon (stem) – 3 afl.
- 1995 – 2005 JAG – als Hobbs / burgemeester Wayne Hazlett – 2 afl.
- 2000 – 2004 The District – als sergeant Phil Brander – 43 afl.

### Computerspellen
- 2018 Red Dead Redemption II - als lokale bevolking
- 2012 Max Payne 3 – als Anders Detting
- 2006 Hitman: Blood Money – als stem
- 2002 Ghost Tecon: Island Thunder – als stem
- 2001 Ghost Recon – als stem

- Gemeinsame Normdatei: 1061896285
- International Standard Name Identifier: 0000 0003 8175 7701
- Library of Congress Control Number: no2012136258
- Virtual International Authority File: 262994753
- WorldCat: E39PBJhxtyX6PYkrXkQTk8gdwC